# Mnesiphilos
Mnesiphilos (griechisch Μνησίφιλος) war vermutlich der Lehrer von Themistokles.
Mnesiphilos stammte aus dem Athener Demos Phearrhioi. Er nahm Einfluss auf die Schlacht von Salamis, indem er kurz vor der Schlacht Themistokles riet, seinen Einfluss geltend zu machen und den geplanten Rückzug der Griechen zum Isthmus von Korinth und die Auflösung der griechischen Flotte zu verhindern. Themistokles folgte dem Vorschlag und brachte den Oberbefehlshaber Eurybiades vom Rückzug ab. Somit wäre nicht Themistokles, sondern eigentlich Mnesiphilos der Vater der Taktik der Seeschlacht von Salamis. Das alles brachte spätere antike Autoren dazu, in Mnesiphilos einen Freund und Ratgeber des Themistokles zu sehen. Allgemeiner wurde er als Lehrer einer praktischen Weisheitslehre in der Tradition des Solon betrachtet. So beschreibt Plutarch ihn in seiner Themistokles-Biografie vor allem als dessen Lehrer in Fragen der Politik und des praktischen Lebens. Insgesamt scheint er nicht ohne einen gewissen Einfluss auf die Tagespolitik des demokratischen Athens gewesen zu sein, unter den bislang aufgefundenen Ostraka für das Scherbengericht des Jahres 487/486 v. Chr. finden sich auch 14 mit dem Namen des Mnesiphilos (griechisch Μνησίφιλος Φρεάρριος). Ob er dabei selbst aktiver Politiker oder nur Ratgeber des Themistokles war, ist aus den wenigen Quellen nicht ersichtlich.
Vor allem die Stelle bei Herodot (8,56–52), in der Mnesiphilos Themistokles vor der Schlacht von Salamis berät, wurde häufig zum Ziel der modernen wissenschaftlichen Interpretation. Auf der einen Seite steht die Meinung, die Anekdote sei erfunden, um Themistokles zu diskreditieren. Nach diesen Forschern ist die Stelle so zu verstehen, dass Themistokles nicht selbst der Herr seinen großen Taten war, sondern andere Personen ihn mit ihren Ratschlägen lenkten. Auf der anderen Seite stehen die Forscher, die meinen, dass diese Stelle eine Entwicklung in einem größeren Bild zeigt. Sie zeige die Verzweiflung der Griechen, insbesondere der Athener, und ihre Angst vor der Niederlage gegen die Perser und dem Untergang, hin zu einem grandiosen Sieg angeführt von einem großen Staatsmann und Feldherr. Die Episode mit Mnesiphilos soll dabei zeigen, wie sehr die Athener hinter ihrem Anführer standen und ihn jederzeit unterstützten. Zudem sei es unglaubwürdig, dass Themistokles einen von jemand anderem übernommenen Gedanken binnen so kurzer Zeit für sich adaptieren und mit der historisch belegten Verve hätte umsetzen können. Herodots Aussagen untermauern eher die erste Möglichkeit. Bei ihm wird somit Mnesiphilos durch Themistokles  um seinen Ruhm als der Mann hinter der siegreichen Seeschlacht betrogen. Doch erzählt er die Episode wohl eher deshalb, weil er sich als gewissenhaften Chronisten sah, der alle im Gespräch befindlichen Episoden aufzeichnete.